# Каска (присілок)
Каска (рос. Каска) — присілок в Онезькому районі Архангельської області Російської Федерації.
Населення становить 154 особи. Входить до складу муніципального утворення Чекуєвське поселення.

## Історія
Від 2004 року входить до складу муніципального утворення Чекуєвське поселення.

## Населення
| 2002 | 2010 | 2012 |
| ---- | ---- | ---- |
| 137  | ↗139 | ↗154 |